# Studio system

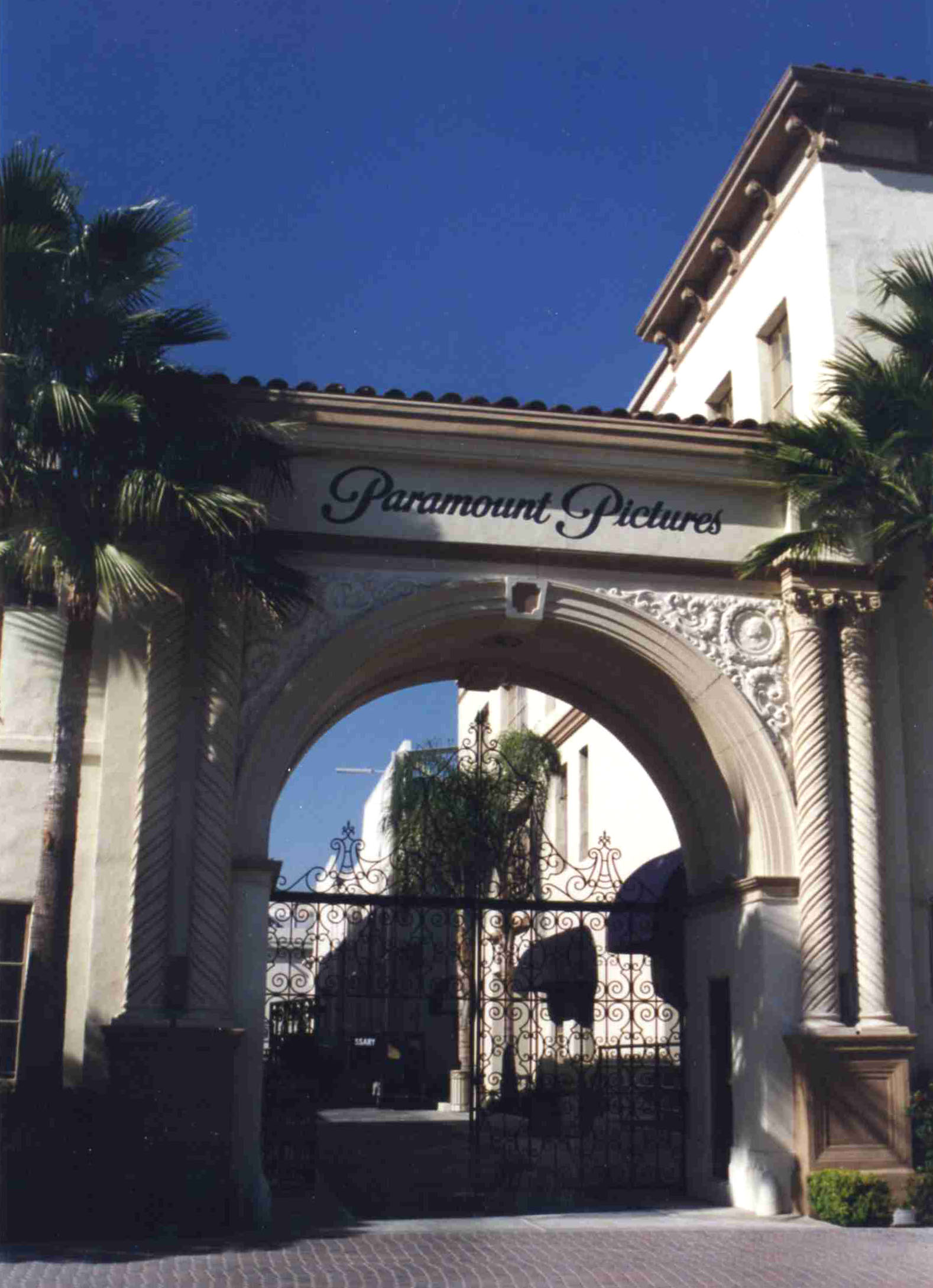
Estudi Paramount

L'studio system és un mètode per fer pel·lícules on la producció i distribució de pel·lícules està dominada per un petit nombre de grans estudis de cinema. Tot i que el terme encara s'utilitza avui en dia com a referència als sistemes i la producció dels principals estudis, històricament el terme es refereix a la pràctica de grans estudis de cinema entre els anys 1920 i 1960 de produir pel·lícules principalment en les seves pròpies instal·lacions amb personal creatiu amb contractes sovint a llarg termini. Amb aquest sistema es dominava l'exhibició a través de la integració vertical, és a dir, la propietat o el control efectiu dels distribuïdors i sales d'exhibició, garantint així les vendes de pel·lícules. Aquest model de negoci va ser adoptat pels estudis Paramount Pictures, Metro Goldwyn Mayer, Warner Brothers Pictures, 20th Century Fox i RKO. Dues companyies, Universal Pictures i Columbia Pictures, estaven organitzades de manera similar però només tenien petites xarxes de cinema. La vuitena companyia de l'Edat Daurada, United Artists, posseïa uns quants cinemes i tenia accés a dues instal·lacions de producció propietat de membres del seu grup soci controlador, però funcionava principalment com a distribuïdora de fons, prestant diners a productors i distribuïdors independents de les seves pel·lícules.
L'studio system va ser impugnat per les lleis antimonopoli en una sentència del Tribunal Suprem de 1948 que pretenia separar la producció de la distribució i l'exposició i va acabar amb aquestes pràctiques, accelerant així el final de l'studio system. El 1954, amb la televisió competint per l'audiència i trencats els últims enllaços operatius entre els grans estudis de producció i les cadenes de cinemes, l'era històrica de l'studio system havia acabat.

## El so i els cinc grans
Es considera que els anys 1927 i 1928 marquen l'inici de l'edat daurada de Hollywood així com la de l'avenç de l'studio system al món del cinema dels Estats Units. L'èxit de la pel·lícula The Jazz Singer estrenada el 1927, el primer llargmetratge parlat malgrat que la majoria de les seves escenes tenien el so després del rodatge, va donar un gran impuls a Warner Bros. 1928 va ser l'any de la generalització del so a la indústria del cinema i per a Warner va ser l'any de 2 èxits addicionals: The Singing Fool i Lights of New York, la primera pel·lícula completament parlada. També hi va haver altres novetats molt significatives fora de la pantalla. Warner Bros., ara més rendible, va comprar la cadena de cinema Stanley el setembre de 1928. Un mes després, Warner controlava la productora First National Pictures, que era més gran que Warner en aquell moment. Després de l'adquisició de First National, hi ha una altra cadena de cinema important a l'estudi de 135 acres i backlot.
El 1928 també va sorgir la Cinquena Corporació, constituint els conglomerats de Hollywood que es convertirien en els Cinc Grans de l'Edat d'Or. La RCA, aleshores dirigida per David Sarnoff, buscava una manera d'explotar les patents del cinema sonor, com ara la marca registrada recentment de RCA Photophone, propietat de l'empresa matriu i General Electric. Mentre les principals productores es preparaven per signar acords exclusius sobre la seva tecnologia amb Western Electric Company, la RCA va invertir en el sector del cinema. Al gener, General Electric va expressar un gran interès per Film Booking Offices of America (FBO), una companyia de distribució i producció propietat de Joseph Patrick Kennedy, pare del futur president John Fitzgerald Kennedy. A l'octubre, després d'alguns negocis financers, RCA va prendre el control tant de l'FBO com de la cadena de teatre Keith-Albee-Orpheum. Fusionant-se en una sola empresa, la Radio-Keith-Orpheum Corporation va néixer sota el lideratge de Sarnoff.
RKO i Warner Bros. unint-se així a Fox, Paramount i Loew's/MGM, constituïen ara el grup dels Cinc Grans que governaria tot Hollywood així com bona part del món del cinema durant dècades.

## El regnat de les grans empreses
El rànquing dels Cinc Grans en termes de rendibilitat (estretament relacionat amb la quota de mercat) va ser molt consistent durant l'Edat d'Or: MGM va ser el número u onze anys consecutius, 1931–41. Paramount, l'estudi més rendible de la primera era del so (1928–30), es va esvair durant la major part de la dècada següent, i Fox va ser el número dos durant la major part del regnat de MGM. Paramount va començar una pujada constant el 1940, i finalment va superar MGM dos anys més tard; des d'aleshores fins a la seva reorganització el 1949 va tornar a ser el més reeixit econòmicament dels Cinc Grans. Amb l'excepció de 1932 —quan totes les companyies menys MGM van perdre diners, i RKO va perdre una mica menys que els seus competidors—, RKO va ser la penúltima o (normalment) l'última tots els anys de l'Edat d'Or, amb Warner generalment a la part inferior del grup. De les majors més petites, els Little Three, United Artists va mantenir la rereguarda de manera fiable, amb Columbia més forta a la dècada de 1930 i Universal per davant durant la major part de la dècada de 1940.
L'èxit de Hollywood va créixer durant la Gran Depressió, possiblement perquè les pel·lícules van ajudar el públic a escapar de les seves dificultats personals. El president Franklin Delano Roosevelt va dir de Shirley Temple: «Quan l'esperit de la gent està més baix que en qualsevol altre moment durant aquesta depressió, és una cosa esplèndida que per només quinze cèntims un nord-americà pugui anar a veure una pel·lícula i mira la cara somrient d'un nadó i oblidar els seus problemes». L'any 1939 hi havia 15.000 sales de cinema als Estats Units, més que bancs; el nombre de sales per càpita era el doble que el de mitjans dels anys vuitanta. La indústria del cinema era més gran que la de les màquines d'oficina. Tot i que només la 14ena en ingressos, va ser la segona indústria en percentatge de beneficis que rebien els seus executius. Les millors estrelles com Bing Crosby i Claudette Colbert rebien més de 400.000 dòlars anuals.

## La fi del sistema i la mort d'RKO
Una de les tècniques utilitzades per donar suport al sistema d'estudi va ser la reserva en bloc, un sistema de venda de múltiples pel·lícules a un cinema com a unitat. Aquesta unitat (cinc pel·lícules eren la pràctica estàndard durant la major part de la dècada de 1940) solia incloure només una pel·lícula especialment destacada, la resta una barreja de pel·lícules de pressupost A de menor qualitat i pel·lícules B. Tal com va escriure la revista Life l'any 1957 en una retrospectiva sobre l'studio system, «No era un bon entreteniment i no era art, i la majoria de les pel·lícules produïdes tenien una mediocritat uniforme, però també eren uniformement rendibles... La mediocritat del milió de dòlars era l'eix vertebrador de Hollywood».
El 4 de maig de 1948, en una demanda federal antimonopoli coneguda com el cas Paramount presentada contra tots els Cinc Grans, el Tribunal Suprem dels Estats Units va prohibir específicament la reserva en bloc. Considerant que els conglomerats estaven realment en violació de les lleis antimonopoli, els jutges es van abstenir de prendre una decisió final sobre com s'havia de posar remei, però el cas va ser enviat de nou al tribunal inferior del qual havia sortit amb un llenguatge que suggeria la separació completa dels interessos dels exhibidors de les operacions de productor-distribuïdor. Els Cinc Grans, però, semblaven units en la seva determinació de lluitar i allargar els procediments legals durant anys, ja que ja havien demostrat ser hàbils; després de tot, la demanda Paramount s'havia presentat originalment el 20 de juliol de 1938.

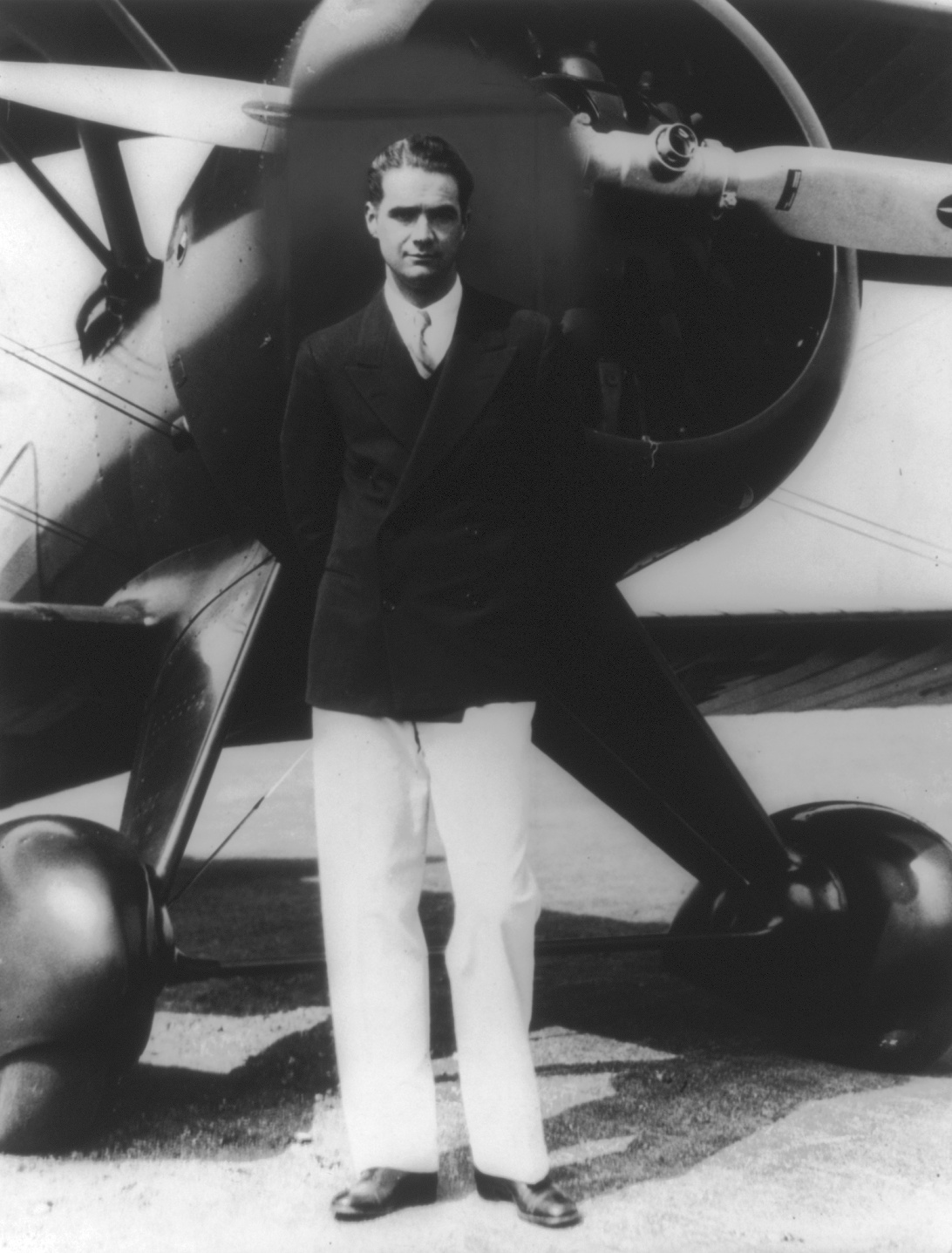
Howard Hughes (1905-1976), aviador amb diversos rècords mundials.

No obstant això, entre bastidors de RKO, durant molt de temps el més incòmode econòmicament dels conglomerats, la sentència judicial va arribar a considerar-se com un desenvolupament que es podria utilitzar en benefici de l'estudi. El mateix mes que es va dictar la decisió, el multimilionari Howard Hughes va adquirir una participació de control de l'empresa. Com que RKO controlava el menor nombre de sales de qualsevol dels Cinc Grans, Hughes va decidir que començar un efecte dominó de divorci podria ajudar-lo a posar el seu estudi en un nivell més igualat al dels seus competidors. Hughes va indicar la seva voluntat al govern federal d'entrar en un decret de consentiment obligant a la ruptura del seu negoci cinematogràfic. Segons l'acord, Hughes dividiria el seu estudi en dues entitats, RKO Pictures Corporation i RKO Theatres Corporation, i es comprometria a vendre la seva participació en una o altra data determinada. La decisió d'Hughes de concedir el divorci va soscavar de manera terminal l'argument dels advocats de la resta de Big Five que aquesta ruptura era inviables.
Tot i que avui molts assenyalen la sentència del tribunal de maig, en realitat és l'acord de Hughes amb el govern federal, signat el 8 de novembre de 1948, el que va ser realment la clau de mort de l'Edat d'Or de Hollywood. Paramount va capitular aviat, entrant en un consentiment semblant decretat el febrer següent. L'estudi, que havia lluitat contra el divorci durant tant de temps, es va convertir en el primer de les majors a trencar-se, abans del previst, finalitzant la desinversió el 31 de desembre de 1949. En aquest moment, hi havia 19.000 sales de cinema als Estats Units.
A través de l'acord de Hughes amb les autoritats federals, i els dels altres estudis que aviat el van seguir, l'studio system es va mantenir durant mitja dècada més. El gran estudi que es va adaptar a les noves circumstàncies amb un èxit més immediat va ser el més petit, United Artists; sota un nou equip directiu que es va fer càrrec el 1951, es van reduir les despeses generals en rescindir el seu contracte d'arrendament amb la instal·lació de producció de Pickford-Fairbanks i es van forjar noves relacions amb productors independents, que sovint implicaven inversió directa, un model de negoci que Hollywood imitaria cada cop més en els següents anys. L'studio system al voltant del qual s'havia organitzat la indústria durant tres dècades finalment va expirar l'any 1954, quan Loew's, l'últim resistent, va trencar tots els llaços operatius amb MGM.
El gàmbit d'Hughes va ajudar a trencar el sistema d'estudi, però va fer poc per a RKO. El seu lideratge disruptiu, juntament amb la pèrdua de les audiències per la televisió que estava afectant a tota la indústria, va tenir un peatge a l'estudi que va ser evident per als observadors de Hollywood. Quan Hughes va intentar sortir-se dels seus interesos a RKO el 1952, va haver de recórrer a un sindicat amb seu a Chicago dirigit per distribuïdors ombrívols sense experiència cinematogràfica. L'acord va fracassar, de manera que Hughes va tornar a estar al capdavant quan finalment es va vendre la cadena de cinemes RKO, tal com es va ordenar l'any 1953. Aquell any, General Tire and Rubber Company, que estava ampliant la seva petita divisió de radiodifusió de feia una dècada, es va acostar a Hughes sobre la disponibilitat de la filmoteca de RKO per a la programació. Hughes va adquirir la propietat gairebé completa de RKO Pictures el desembre de 1954 i va arribar a un acord amb General Tire per vendre tot l'estudi l'estiu següent.
Els nous propietaris van recuperar ràpidament part dels seus diners venent els drets de televisió de la biblioteca que atresoraven a C&C Television Corp., filial d'una empresa de begudes. No obstant, RKO va conservar els drets de les poques estacions de televisió que General Tire havia portat. En virtut de l'acord, les pel·lícules van ser desposseïdes de la seva identitat RKO abans de ser enviades per C&C a estacions locals; el famós logotip d'obertura, amb el seu globus i la torre de ràdio, es va eliminar, igual que les altres marques comercials de l'estudi.
De tornada a Hollywood, els nous propietaris de RKO estaven trobant poc èxit en el negoci cinematogràfic i el 1957 General Tire va tancar la producció i va vendre les principals instal·lacions de RKO a Desilu, la productora de Lucille Ball i Desi Arnaz. Igual que United Artists, l'estudi ara ja no tenia cap estudi; a diferència de la UA, amb prou feines posseïa les seves pel·lícules antigues i no veia cap benefici en fer-ne de noves. El 1959 va abandonar completament el negoci del cinema.

## A Europa i Àsia
Tot i que l'studio system s'identifica en gran manera com un fenomen estatunidenc, les companyies de producció cinematogràfica d'altres països de vegades van aconseguir i mantenir una integració completa d'una manera semblant a la dels Cinc Grans de Hollywood. Tal com descriu l'historiador James Chapman,

A la Gran Bretanya, només dues empreses van aconseguir una integració vertical completa (la Rank Organisation i l'Associated British Picture Corporation). Altres països on es va produir algun nivell d'integració vertical van ser Alemanya durant la dècada de 1920 (Universum Film Aktiengesellschaft, o Ufa), França durant la dècada de 1930 (Gaumont-Franco-Film- Aubert i Pathé-Natan) i Japó (Nikkatsu, Shochiku i Toho). A Hong Kong, Shaw Brothers va adoptar l'studio system per a les seves pel·lícules wuxia al llarg dels anys 50-60. L'Índia, que potser representa l'únic rival seriós de la indústria cinematogràfica dels Estats Units a causa del seu domini tant del seu propi mercat com del mercat de la diàspòrica asiàtica, en canvi, mai no ha aconseguit cap grau d'integració vertical.

Per exemple, el 1929 gairebé el 75 per cent de les sales de cinema japoneses estaven connectades amb Nikkatsu o Shochiku, els dos estudis més grans de l'època.

## Després del sistema

### Sistema impulsat per estrelles
A la dècada del 1950, Hollywood es va enfrontar a tres grans reptes: el cas Paramount que va acabar amb el sistema d'estudis, la nova popularitat de la televisió i la despesa dels consumidors que proporcionava al seu públic moltes altres opcions d'oci. L'escala tant dels èxits com dels fracassos de taquilla va créixer, amb un centre perillós format per pel·lícules que en l'època anterior haurien generat diners. Un cineasta va afirmar el 1957 que «l'únic desastre absolut avui dia és fer una mediocritat milionària. Una d'aquestes situacions et permet perdre no només la inversió total, sinó també tota la camisa». Aquell any, Hollywood només feia unes 300 pel·lícules a l'any, en comparació amb les unes 700 de la dècada del 1920. Darryl F. Zanuck, cap de la 20th Century Fox, no va tenir cap relació directa amb l'estudi del 1956 al 1962, i Louis B. Mayer, acomiadat el 1951 de la MGM, va morir el 1957. Harry Cohn, de Columbia, que va morir l'any següent, va informar als inversors a l’informe anual de l'estudi de 1957 que:
| « | Ens trobem en un mercat altament competitiu per a aquests talents [estrelles, directors, productors, guionistes]. Amb les estructures fiscals actuals, el salari per a aquells amb qui tractem és menys atractiu que l'oportunitat de guanys de capital. Per tant, ens trobem tractant amb corporacions en lloc de amb particulars. També ens veiem obligats a tractar en termes d'un percentatge dels beneficis de la pel·lícula, en lloc d'un salari garantit com en el passat. Això és més notable entre les principals estrelles. | » |

La majoria dels actors es van convertir en professionals independents després del final del sistema d'estudis. Els patrocinadors financers exigien cada cop més actors, directors i guionistes estrella per a projectes per reduir el risc de fracàs. La creixent importància del mercat exterior (del 40 al 50% dels ingressos totals de Hollywood el 1957) també va emfatitzar els noms de les estrelles com a atraccions de taquilla. Amb el seu nou poder, treballar a canvi de res (rebre un percentatge dels beneficis en lloc d'un salari) es va convertir en un símbol d'estatus per a les estrelles. Un actor principal podria esperar un 50% de benefici, amb una garantia mínima, o un 10% dels ingressos bruts. Cary Grant, per exemple, va rebre més de 700.000 dòlars (equivalents a  6,2 milions el 2023) del seu 10% dels ingressos de To Catch a Thief (1955), mentre que el director i productor Alfred Hitchcock va rebre menys de 50.000 dòlars. En un cas extrem, la Paramount va prometre a Marlon Brando el 75% dels beneficis del que es va convertir en Un tipus dur (1961). (A causa de la comptabilitat de Hollywood, els estudis encara rebien gran part dels ingressos abans de qualsevol repartiment de beneficis; per tant, preferien el 50% del benefici al 10% del brut.) Els sous més elevats també van augmentar el poder dels agents de talent com ara Lew Wasserman de MCA, l'oficina del qual ara tenia el sobrenom de  Fort Knox .
El 1957, els productors independents van fer el 50% dels llargmetratges americans. A més de treballar per a altres, actors de renom com Gregory Peck i Frank Sinatra van crear les seves pròpies productores i van comprar guions. Els principals directors independents George Stevens, Billy Wilder i William Wyler també van veure augmentar els seus sous, en part perquè la seva participació va atreure actors estrella. Els estudis van proporcionar cada cop més finançament i instal·lacions a productors independents en comptes de fer les seves pròpies pel·lícules, o igual que United Artists, es van centrar en la distribució. Mentre que la televisió havia perjudicat Hollywood, les productores de televisió com Desilu i les divisions de televisió dels propis estudis cinematogràfics van ajudar a salvar la indústria utilitzant instal·lacions que d'altra banda no s'utilitzarien.

### Sindicació, televisió, recessió i el conglomerat Hollywood
A principis dels anys seixanta, els principals estudis van començar a reeditar pel·lícules antigues per a la sindicació i es van transformar en la producció principal de telefilms i pel·lícules de sèrie B per satisfer la demanda de programació de televisió. La indústria va patir una greu recessió, deguda en part a fracassos de gran pressupost, però aviat es va recuperar artísticament amb pel·lícules com El Padrí (1972) i Chinatown (1974).
Tauró (1975) de Steven Spielberg i Star Wars (1977) de George Lucas es van convertir en el prototip de l’èxit de taquilla modern. Abans de Tauró, la majoria de les pel·lícules s'estrenaven inicialment en unes poques ciutats clau i, més tard, s'estenien a mercats secundaris de tot el país en funció de la resposta en aquests mercats, un sistema anomenat plataforma. En canvi, Jaws es va estrenar immediatament i simultàniament a tot el país, i va comptar amb un pressupost de publicitat televisiva de 700.000 dòlars —la primera vegada que es van estrenar tràilers a la televisió en cadena— juntament amb un extens marxandatge promocional. L'estrena de pel·lícules en centenars de locals es va convertir en la norma, amb èxits com les seqüeles de Star Wars, L'Imperi contraataca i El retorn del Jedi de Lucas, els èxits consecutius de Spielberg amb A la recerca de l'arca perduda i ET, l'extraterrestre, i el desenvolupament del vídeo domèstic i la televisió per cable. Mentrestant, el pressupost descontrolat de La porta del cel (1980) i els seus limitats ingressos de taquilla van provocar la venda de United Artists a MGM un any després.
De 1990 a 1995, New Hollywood es va convertir en un conglomerat de Hollywood i va dominar ràpidament tota la indústria de l'entreteniment mundial. Avui dia, dues de les cinc grans companyies de l'Edat d'Or integrades verticalment (Paramount i Warner Bros.) continuen existint com a grans estudis de Hollywood juntament amb les grans i menors Universal i Sony Pictures (formades per una fusió entre Columbia i TriStar), totes les quals van ser absorbides per moltes empreses diferents que van ser adquirides i fusionades amb conglomerats de mitjans de comunicació més grans. A més, el 1986, Walt Disney Studios va emergir com una de les principals productores en lloc de MGM, mantenint uns Sis Grans fins que la seva adquisició de 20th Century Fox a principis del 2019 va donar lloc a uns Cinc Grans una vegada més. Amb l'excepció de Disney, els altres quatre dels Cinc Grans estudis actuals (Paramount, Sony Pictures, Universal i Warner Bros.) es basen essencialment en el model no dels Cinc Grans clàssics (en aquell moment Paramount i Warner Bros., a més de 20th Century Fox, MGM i RKO), sinó en l'antiga United Artists: és a dir, són principalment patrocinadors-distribuïdors (i arrendataris d'estudis físics) en lloc de productores reals.
El 1996, Time Warner va adquirir l'antic productor independent New Line Cinema mitjançant la compra de Turner Broadcasting System. El 2008, New Line es va fusionar amb Warner Bros., on continua existint com a filial. Cadascun dels Cinc Grans actuals controla divisions d'art i assaig quasi independents, com ara Paramount Vantage. Miramax Films (que originalment era un estudi independent) va ser propietat de Disney fins al 2010. La majoria també tenen divisions que se centren en pel·lícules de gènere, pel·lícules de sèrie B, ja sigui literalment per virtut dels seus baixos pressupostos o espiritualment, per exemple, Screen Gems de Sony. Una de les anomenades divisions independents, Focus Features d'Universal, estrena pel·lícules d'autor sota aquesta marca principal. Tant Focus com la divisió d'art i assaig de Disney, Searchlight Pictures, són prou grans per qualificar-se com a mini-grans. Dues grans empreses independents també qualifiquen com a mini-majors, Lionsgate i l'esmentada MGM (adquirida per Amazon el 2022). Es troben en algun lloc entre les versions més recents de l'antiga "major-menor" —igual que ho eren Columbia i Universal als anys 30 i 40, excepte que Lionsgate té aproximadament la meitat de la seva quota de mercat— i les principals productores independents de l'Edat d'Or com ara Samuel Goldwyn Inc. i les companyies de David O. Selznick.

### L'era independent i l'inici de la Segona Decadència
A mitjans de la dècada del 2010, els principals estudis van començar a produir pel·lícules que atreguessin un públic més ampli i mundial. Produccions d'èxit van generar grans ingressos com ara Avengers: Endgame amb 2.799 milions de dòlars a tot el món el 2019. Tanmateix, el fort augment dels costos de producció i màrqueting va augmentar significativament el risc financer, on produccions com ara Indiana Jones i el dial del destí, amb un pressupost de producció superior als 300 milions de dòlars, van generar una pèrdua estimada de 143 milions de dòlars per a Disney. Això va precipitar en part la Segona Decadència, ja que el públic va començar a allunyar-se dels cinemes. Amb aquesta nova davallada, es va obrir una oportunitat perquè les companyies independents produïssin pel·lícules que han derrotat grans pel·lícules d'estudi pel premi Oscar a la millor pel·lícula. L’Acadèmia de les Arts i les Ciències Cinematogràfiques (que produeix els Premis de l'Acadèmia anuals) normalment atorga els Oscars a la Millor Pel·lícula a pel·lícules amb mèrit artístic i científic en lloc de les pel·lícules de la franquícia. En els darrers anys, els múltiples premis guanyats per pel·lícules independents com ara Spotlight (Open Road, 2015), Moonlight (A24, 2016), Parasits (CJ / Neon, 2019) i CODA (Apple TV+, 2021) han tingut un impacte notable en els ingressos de taquilla d'altres grans pel·lícules d'estudi. Els elogis continus del cinema independent impliquen que l'èxit no depèn del format de la pel·lícula, ja sigui en 3D, una exclusiva de streaming o un gran format com l'IMAX. Els resultats contemporanis del Festival de Cinema de Cannes i la manca de pel·lícules americanes que guanyin aquests premis també poden haver afectat el domini del cinema independent.
La crisi de la COVID-19 va contribuir a un major descens, ja que el públic va començar a canviar dels cinemes a serveis de streaming com Netflix, Hulu i Apple TV+.